# Wilhelm Ehlers
Wilhelm Ehlers (Hannover 1774 - Magúncia, 1845) fou un tenor i professor de música. Estudià literatura i música, començant la seva carrera artística a Weimar, en la que adquirí ràpidament gran reputació. El 1809 se l'aplaudí a Viena, el 1813 era primer tenor del teatre de Breslau, i va recórrer amb èxit, fins al 1824, els millors teatres lírics alemanys. En aquesta època es retirà de l'escena, fixant la seva residència a Frankfurt, on establí una escola de música. Després fou director dels teatres de Magúncia i Wiesbaden. Publicà diverses composicions per a cant i piano i unes cançons amb acompanyament de guitarra.